# Adriática Iónica 2019
La 2.ª edición de la competición ciclista Adriática Iónica (oficialmente: Adriatica Ionica Race) fue una carrera de ciclismo en ruta por etapas que se celebró entre el 25 y el 28 de julio de 2019 en Italia, con inicio en la ciudad de Favaro Veneto y final en la ciudad de Trieste sobre un recorrido de 731,6 kilómetros.
La carrera formó parte del UCI Europe Tour 2019 dentro de la categoría UCI 2.1 y fue ganada por el ucraniano Mark Padun del Bahrain Merida seguido del belga Ben Hermans del Deceuninck-Quick Step y el británico James Knox del Deceuninck-Quick Step.
El día previo a la carrera se disputó un critérium no valedero para la general en un circuito de 2,7 kilómetros en Mestre que se adjudicó el alemán Phil Bauhaus del Bahrain Merida.

## Equipos participantes
Tomaron parte en la carrera 19 equipos: 8 de categoría UCI WorldTour 2019 invitados por la organización; 9 de categoría Profesional Continental; 1 de categoría Continental y la selección nacional de Italia. Formando así un pelotón de 132 ciclistas de los que acabaron 105. Los equipos participantes fueron:
| WorldTeams (8)- EF Education First - Astana - Bahrain-Merida - UAE Team Emirates - Trek-Segafredo - Deceuninck-Quick Step - Dimension Data - Movistar Team Equipos continentales profesionales (9)- Androni Giocattoli-Sidermec - Bardiani CSF - Nippo Vini Fantini Faizanè - Neri Sottoli-Selle Italia-KTM - Roompot-Charles - Sport Vlaanderen-Baloise - Team Novo Nordisk - Caja Rural-Seguros RGA - Israel Cycling Academy Equipo continental- Cycling Team Friuli Equipo nacional- Italia |
| |

## Recorrido
La Adriatica Ionica Race dispuso de cuatro etapas para un recorrido total de 731,6 kilómetros, dividido en una etapa llana, dos etapas de media montaña y una etapa de montaña con final en alto en los Tres Cimas de Lavaredo.
| Etapa     | Fecha     | Recorrido                          | type             | Distancia (km) | Ganador         | Líder        |
| --------- | --------- | ---------------------------------- | ---------------- | -------------- | --------------- | ------------ |
| 1.ª etapa | 24 de jul | Mestre – Mestre                    | etapa llana      | 81             | Phil Bauhaus    | Phil Bauhaus |
| 2.ª etapa | 25 de jul | Favaro Veneto – Grado              | etapa llana      | 189            | Álvaro Hodeg    | Álvaro Hodeg |
| 3.ª etapa | 26 de jul | Palmanova – Tres Cimas de Lavaredo | etapa de montaña | 204,6          | Mark Padun      | Mark Padun   |
| 4.ª etapa | 27 de jul | Padola – Cormòns                   | etapa escarpada  | 204,5          | Remco Evenepoel | Mark Padun   |
| 5.ª etapa | 28 de jul | Padola – Trieste                   | etapa escarpada  | 133,5          | Álvaro Hodeg    | Mark Padun   |

## Desarrollo de la carrera

### Critérium
| Mestre - Mestre | etapa llana | (81 km) |

| \| Clasificación de la etapa \| Clasificación de la etapa \| Clasificación de la etapa \| Clasificación de la etapa \| Clasificación de la etapa \| \| Ciclista \| Ciclista \| Equipo \| Tiempo \| \| \| ------------------------- \| ------------------------- \| ------------------------- \| ------------------------- \| ------------------------- \| \| 1.º \| Phil Bauhaus \| Bahrain-Merida \| 1 h 43 min 36 s \| \| \| 2.º \| Álvaro Hodeg \| Deceuninck-Quick Step \| + 0 s \| \| \| 3.º \| Sep Vanmarcke \| EF Education First \| + 0 s \| \| \| 4.º \| Davide Martinelli \| Deceuninck-Quick Step \| + 0 s \| \| \| 5.º \| Sacha Modolo \| EF Education First \| + 0 s \| \| \| 6.º \| Boy van Poppel \| Roompot-Charles \| + 0 s \| \| \| 7.º \| Mikkel Honoré \| Deceuninck-Quick Step \| + 0 s \| \| \| 8.º \| Roberto Ferrari \| UAE Team Emirates \| + 0 s \| \| \| 9.º \| Rui Oliveira \| UAE Team Emirates \| + 0 s \| \| \| 10.º \| Florian Sénéchal \| Deceuninck-Quick Step \| + 0 s \| \| |                   |                       |                 |
| |                   |                       |                 |
| Fuente: ProCyclingStats |                   |                       |                 |
| Clasificación de la etapa |                   |                       |                 |
| Ciclista | Ciclista          | Equipo                | Tiempo          |
| 1.º | Phil Bauhaus      | Bahrain-Merida        | 1 h 43 min 36 s |
| 2.º | Álvaro Hodeg      | Deceuninck-Quick Step | + 0 s           |
| 3.º | Sep Vanmarcke     | EF Education First    | + 0 s           |
| 4.º | Davide Martinelli | Deceuninck-Quick Step | + 0 s           |
| 5.º | Sacha Modolo      | EF Education First    | + 0 s           |
| 6.º | Boy van Poppel    | Roompot-Charles       | + 0 s           |
| 7.º | Mikkel Honoré     | Deceuninck-Quick Step | + 0 s           |
| 8.º | Roberto Ferrari   | UAE Team Emirates     | + 0 s           |
| 9.º | Rui Oliveira      | UAE Team Emirates     | + 0 s           |
| 10.º | Florian Sénéchal  | Deceuninck-Quick Step | + 0 s           |

| \| Clasificación general \| Clasificación general \| Clasificación general \| Clasificación general \| Clasificación general \| \| Ciclista \| Ciclista \| Equipo \| Tiempo \| \| \| --------------------- \| --------------------- \| --------------------- \| --------------------- \| --------------------- \| \| 1.º \| Phil Bauhaus \| Bahrain-Merida \| 1 h 43 min 36 s \| \| \| 2.º \| Álvaro Hodeg \| Deceuninck-Quick Step \| + 20 s \| \| \| 3.º \| Sep Vanmarcke \| EF Education First \| + 38 s \| \| \| 4.º \| Davide Martinelli \| Deceuninck-Quick Step \| + 41 s \| \| \| 5.º \| Sacha Modolo \| EF Education First \| + 52 s \| \| \| 6.º \| Boy van Poppel \| Roompot-Charles \| + 1 min 08 s \| \| \| 7.º \| Mikkel Honoré \| Deceuninck-Quick Step \| + 1 min 10 s \| \| \| 8.º \| Roberto Ferrari \| UAE Team Emirates \| + 1 min 13 s \| \| \| 9.º \| Rui Oliveira \| UAE Team Emirates \| + 1 min 29 s \| \| \| 10.º \| Florian Sénéchal \| Deceuninck-Quick Step \| + 1 min 48 s \| \| |                   |                       |                 |
| |                   |                       |                 |
| Fuente: ProCyclingStats |                   |                       |                 |
| Clasificación general |                   |                       |                 |
| Ciclista | Ciclista          | Equipo                | Tiempo          |
| 1.º | Phil Bauhaus      | Bahrain-Merida        | 1 h 43 min 36 s |
| 2.º | Álvaro Hodeg      | Deceuninck-Quick Step | + 20 s          |
| 3.º | Sep Vanmarcke     | EF Education First    | + 38 s          |
| 4.º | Davide Martinelli | Deceuninck-Quick Step | + 41 s          |
| 5.º | Sacha Modolo      | EF Education First    | + 52 s          |
| 6.º | Boy van Poppel    | Roompot-Charles       | + 1 min 08 s    |
| 7.º | Mikkel Honoré     | Deceuninck-Quick Step | + 1 min 10 s    |
| 8.º | Roberto Ferrari   | UAE Team Emirates     | + 1 min 13 s    |
| 9.º | Rui Oliveira      | UAE Team Emirates     | + 1 min 29 s    |
| 10.º | Florian Sénéchal  | Deceuninck-Quick Step | + 1 min 48 s    |

### 1.ª etapa
| Favaro Veneto - Grado | etapa llana | (189 km) |

| \| Clasificación de la etapa \| Clasificación de la etapa \| Clasificación de la etapa \| Clasificación de la etapa \| Clasificación de la etapa \| \| Ciclista \| Ciclista \| Equipo \| Tiempo \| \| \| ------------------------- \| ------------------------- \| -------------------------- \| ------------------------- \| ------------------------- \| \| 1.º \| Álvaro Hodeg \| Deceuninck-Quick Step \| 4 h 09 min 58 s \| \| \| 2.º \| Florian Sénéchal \| Deceuninck-Quick Step \| + 0 s \| \| \| 3.º \| Philippe Gilbert \| Deceuninck-Quick Step \| + 0 s \| \| \| 4.º \| Sacha Modolo \| EF Education First \| + 0 s \| \| \| 5.º \| Heinrich Haussler \| Bahrain-Merida \| + 0 s \| \| \| 6.º \| Sjoerd van Ginneken \| Roompot-Charles \| + 0 s \| \| \| 7.º \| Marco Canola \| Nippo-Vini Fantini-Faizanè \| + 0 s \| \| \| 8.º \| Rui Oliveira \| UAE Team Emirates \| + 0 s \| \| \| 9.º \| Jordi Warlop \| Sport Vlaanderen-Baloise \| + 0 s \| \| \| 10.º \| Dmitriy Gruzdev \| Astana \| + 0 s \| \| |                     |                            |                 |
| |                     |                            |                 |
| Fuente: ProCyclingStats |                     |                            |                 |
| Clasificación de la etapa |                     |                            |                 |
| Ciclista | Ciclista            | Equipo                     | Tiempo          |
| 1.º | Álvaro Hodeg        | Deceuninck-Quick Step      | 4 h 09 min 58 s |
| 2.º | Florian Sénéchal    | Deceuninck-Quick Step      | + 0 s           |
| 3.º | Philippe Gilbert    | Deceuninck-Quick Step      | + 0 s           |
| 4.º | Sacha Modolo        | EF Education First         | + 0 s           |
| 5.º | Heinrich Haussler   | Bahrain-Merida             | + 0 s           |
| 6.º | Sjoerd van Ginneken | Roompot-Charles            | + 0 s           |
| 7.º | Marco Canola        | Nippo-Vini Fantini-Faizanè | + 0 s           |
| 8.º | Rui Oliveira        | UAE Team Emirates          | + 0 s           |
| 9.º | Jordi Warlop        | Sport Vlaanderen-Baloise   | + 0 s           |
| 10.º | Dmitriy Gruzdev     | Astana                     | + 0 s           |

| \| Clasificación general \| Clasificación general \| Clasificación general \| Clasificación general \| Clasificación general \| \| Ciclista \| Ciclista \| Equipo \| Tiempo \| \| \| --------------------- \| --------------------- \| ------------------------ \| --------------------- \| --------------------- \| \| 1.º \| Álvaro Hodeg \| Deceuninck-Quick Step \| 4 h 09 min 48 s \| \| \| 2.º \| Florian Sénéchal \| Deceuninck-Quick Step \| + 4 s \| \| \| 3.º \| Philippe Gilbert \| Deceuninck-Quick Step \| + 6 s \| \| \| 4.º \| Sacha Modolo \| EF Education First \| + 10 s \| \| \| 5.º \| Heinrich Haussler \| Bahrain-Merida \| + 10 s \| \| \| 6.º \| Sjoerd van Ginneken \| Roompot-Charles \| + 10 s \| \| \| 7.º \| Rui Oliveira \| UAE Team Emirates \| + 10 s \| \| \| 8.º \| Jordi Warlop \| Sport Vlaanderen-Baloise \| + 10 s \| \| \| 9.º \| Dmitriy Gruzdev \| Astana \| + 10 s \| \| \| 10.º \| Eduard Prades \| Movistar Team \| + 10 s \| \| |                     |                          |                 |
| |                     |                          |                 |
| Fuente: ProCyclingStats |                     |                          |                 |
| Clasificación general |                     |                          |                 |
| Ciclista | Ciclista            | Equipo                   | Tiempo          |
| 1.º | Álvaro Hodeg        | Deceuninck-Quick Step    | 4 h 09 min 48 s |
| 2.º | Florian Sénéchal    | Deceuninck-Quick Step    | + 4 s           |
| 3.º | Philippe Gilbert    | Deceuninck-Quick Step    | + 6 s           |
| 4.º | Sacha Modolo        | EF Education First       | + 10 s          |
| 5.º | Heinrich Haussler   | Bahrain-Merida           | + 10 s          |
| 6.º | Sjoerd van Ginneken | Roompot-Charles          | + 10 s          |
| 7.º | Rui Oliveira        | UAE Team Emirates        | + 10 s          |
| 8.º | Jordi Warlop        | Sport Vlaanderen-Baloise | + 10 s          |
| 9.º | Dmitriy Gruzdev     | Astana                   | + 10 s          |
| 10.º | Eduard Prades       | Movistar Team            | + 10 s          |

### 2.ª etapa
| Palmanova - Tres Cimas de Lavaredo | etapa de montaña | (204,6 km) |

| \| Clasificación de la etapa \| Clasificación de la etapa \| Clasificación de la etapa \| Clasificación de la etapa \| Clasificación de la etapa \| \| Ciclista \| Ciclista \| Equipo \| Tiempo \| \| \| ------------------------- \| ------------------------- \| ----------------------------- \| ------------------------- \| ------------------------- \| \| 1.º \| Mark Padun \| Bahrain-Merida \| 5 h 54 min 16 s \| \| \| 2.º \| Dayer Quintana \| Neri Sottoli-Selle Italia-KTM \| + 0 s \| \| \| 3.º \| Ben Hermans \| Israel Cycling Academy \| + 0 s \| \| \| 4.º \| Jonathan Caicedo \| EF Education First \| + 0 s \| \| \| 5.º \| James Knox \| Deceuninck-Quick Step \| + 5 s \| \| \| 6.º \| Matteo Badilatti \| Israel Cycling Academy \| + 41 s \| \| \| 7.º \| Nicola Conci \| Trek-Segafredo \| + 1 min 07 s \| \| \| 8.º \| Jan Polanc \| UAE Team Emirates \| + 1 min 17 s \| \| \| 9.º \| Remco Evenepoel \| Deceuninck-Quick Step \| + 1 min 31 s \| \| \| 10.º \| Daniel Muñoz \| Androni Giocattoli-Sidermec \| + 2 min 28 s \| \| |                  |                               |                 |
| |                  |                               |                 |
| Fuente: ProCyclingStats |                  |                               |                 |
| Clasificación de la etapa |                  |                               |                 |
| Ciclista | Ciclista         | Equipo                        | Tiempo          |
| 1.º | Mark Padun       | Bahrain-Merida                | 5 h 54 min 16 s |
| 2.º | Dayer Quintana   | Neri Sottoli-Selle Italia-KTM | + 0 s           |
| 3.º | Ben Hermans      | Israel Cycling Academy        | + 0 s           |
| 4.º | Jonathan Caicedo | EF Education First            | + 0 s           |
| 5.º | James Knox       | Deceuninck-Quick Step         | + 5 s           |
| 6.º | Matteo Badilatti | Israel Cycling Academy        | + 41 s          |
| 7.º | Nicola Conci     | Trek-Segafredo                | + 1 min 07 s    |
| 8.º | Jan Polanc       | UAE Team Emirates             | + 1 min 17 s    |
| 9.º | Remco Evenepoel  | Deceuninck-Quick Step         | + 1 min 31 s    |
| 10.º | Daniel Muñoz     | Androni Giocattoli-Sidermec   | + 2 min 28 s    |

| \| Clasificación general \| Clasificación general \| Clasificación general \| Clasificación general \| Clasificación general \| \| Ciclista \| Ciclista \| Equipo \| Tiempo \| \| \| --------------------- \| --------------------- \| ----------------------------- \| --------------------- \| --------------------- \| \| 1.º \| Mark Padun \| Bahrain-Merida \| 10 h 04 min 04 s \| \| \| 2.º \| Ben Hermans \| Israel Cycling Academy \| + 6 s \| \| \| 3.º \| Jonathan Caicedo \| EF Education First \| + 10 s \| \| \| 4.º \| James Knox \| Deceuninck-Quick Step \| + 15 s \| \| \| 5.º \| Nicola Conci \| Trek-Segafredo \| + 1 min 17 s \| \| \| 6.º \| Dayer Quintana \| Neri Sottoli-Selle Italia-KTM \| + 1 min 32 s \| \| \| 7.º \| Jan Polanc \| UAE Team Emirates \| + 2 min 55 s \| \| \| 8.º \| Remco Evenepoel \| Deceuninck-Quick Step \| + 3 min 09 s \| \| \| 9.º \| Daniel Muñoz \| Androni Giocattoli-Sidermec \| + 4 min 06 s \| \| \| 10.º \| Mikkel Honoré \| Deceuninck-Quick Step \| + 5 min 20 s \| \| |                  |                               |                  |
| |                  |                               |                  |
| Fuente: ProCyclingStats |                  |                               |                  |
| Clasificación general |                  |                               |                  |
| Ciclista | Ciclista         | Equipo                        | Tiempo           |
| 1.º | Mark Padun       | Bahrain-Merida                | 10 h 04 min 04 s |
| 2.º | Ben Hermans      | Israel Cycling Academy        | + 6 s            |
| 3.º | Jonathan Caicedo | EF Education First            | + 10 s           |
| 4.º | James Knox       | Deceuninck-Quick Step         | + 15 s           |
| 5.º | Nicola Conci     | Trek-Segafredo                | + 1 min 17 s     |
| 6.º | Dayer Quintana   | Neri Sottoli-Selle Italia-KTM | + 1 min 32 s     |
| 7.º | Jan Polanc       | UAE Team Emirates             | + 2 min 55 s     |
| 8.º | Remco Evenepoel  | Deceuninck-Quick Step         | + 3 min 09 s     |
| 9.º | Daniel Muñoz     | Androni Giocattoli-Sidermec   | + 4 min 06 s     |
| 10.º | Mikkel Honoré    | Deceuninck-Quick Step         | + 5 min 20 s     |

### 3.ª etapa
| Padola - Cormòns | etapa escarpada | (204,5 km) |

| \| Clasificación de la etapa \| Clasificación de la etapa \| Clasificación de la etapa \| Clasificación de la etapa \| Clasificación de la etapa \| \| Ciclista \| Ciclista \| Equipo \| Tiempo \| \| \| ------------------------- \| ------------------------- \| ----------------------------- \| ------------------------- \| ------------------------- \| \| 1.º \| Remco Evenepoel \| Deceuninck-Quick Step \| 4 h 50 min 19 s \| \| \| 2.º \| Philippe Gilbert \| Deceuninck-Quick Step \| + 2 min 13 s \| \| \| 3.º \| Maurits Lammertink \| Roompot-Charles \| + 2 min 13 s \| \| \| 4.º \| Ben Hermans \| Israel Cycling Academy \| + 2 min 13 s \| \| \| 5.º \| James Knox \| Deceuninck-Quick Step \| + 2 min 13 s \| \| \| 6.º \| Mark Padun \| Bahrain-Merida \| + 2 min 13 s \| \| \| 7.º \| Eduard Prades \| Movistar Team \| + 2 min 13 s \| \| \| 8.º \| Jan Polanc \| UAE Team Emirates \| + 2 min 13 s \| \| \| 9.º \| Nicola Conci \| Trek-Segafredo \| + 2 min 13 s \| \| \| 10.º \| Dayer Quintana \| Neri Sottoli-Selle Italia-KTM \| + 2 min 23 s \| \| |                    |                               |                 |
| |                    |                               |                 |
| Fuente: ProCyclingStats |                    |                               |                 |
| Clasificación de la etapa |                    |                               |                 |
| Ciclista | Ciclista           | Equipo                        | Tiempo          |
| 1.º | Remco Evenepoel    | Deceuninck-Quick Step         | 4 h 50 min 19 s |
| 2.º | Philippe Gilbert   | Deceuninck-Quick Step         | + 2 min 13 s    |
| 3.º | Maurits Lammertink | Roompot-Charles               | + 2 min 13 s    |
| 4.º | Ben Hermans        | Israel Cycling Academy        | + 2 min 13 s    |
| 5.º | James Knox         | Deceuninck-Quick Step         | + 2 min 13 s    |
| 6.º | Mark Padun         | Bahrain-Merida                | + 2 min 13 s    |
| 7.º | Eduard Prades      | Movistar Team                 | + 2 min 13 s    |
| 8.º | Jan Polanc         | UAE Team Emirates             | + 2 min 13 s    |
| 9.º | Nicola Conci       | Trek-Segafredo                | + 2 min 13 s    |
| 10.º | Dayer Quintana     | Neri Sottoli-Selle Italia-KTM | + 2 min 23 s    |

| \| Clasificación general \| Clasificación general \| Clasificación general \| Clasificación general \| Clasificación general \| \| Ciclista \| Ciclista \| Equipo \| Tiempo \| \| \| --------------------- \| --------------------- \| ----------------------------- \| --------------------- \| --------------------- \| \| 1.º \| Mark Padun \| Bahrain-Merida \| 14 h 56 min 36 s \| \| \| 2.º \| Ben Hermans \| Israel Cycling Academy \| + 6 s \| \| \| 3.º \| James Knox \| Deceuninck-Quick Step \| + 15 s \| \| \| 4.º \| Jonathan Caicedo \| EF Education First \| + 20 s \| \| \| 5.º \| Remco Evenepoel \| Deceuninck-Quick Step \| + 46 s \| \| \| 6.º \| Nicola Conci \| Trek-Segafredo \| + 1 min 17 s \| \| \| 7.º \| Dayer Quintana \| Neri Sottoli-Selle Italia-KTM \| + 1 min 42 s \| \| \| 8.º \| Jan Polanc \| UAE Team Emirates \| + 2 min 55 s \| \| \| 9.º \| Daniel Muñoz \| Androni Giocattoli-Sidermec \| + 4 min 25 s \| \| \| 10.º \| Mikkel Honoré \| Deceuninck-Quick Step \| + 5 min 50 s \| \| |                  |                               |                  |
| |                  |                               |                  |
| Fuente: ProCyclingStats |                  |                               |                  |
| Clasificación general |                  |                               |                  |
| Ciclista | Ciclista         | Equipo                        | Tiempo           |
| 1.º | Mark Padun       | Bahrain-Merida                | 14 h 56 min 36 s |
| 2.º | Ben Hermans      | Israel Cycling Academy        | + 6 s            |
| 3.º | James Knox       | Deceuninck-Quick Step         | + 15 s           |
| 4.º | Jonathan Caicedo | EF Education First            | + 20 s           |
| 5.º | Remco Evenepoel  | Deceuninck-Quick Step         | + 46 s           |
| 6.º | Nicola Conci     | Trek-Segafredo                | + 1 min 17 s     |
| 7.º | Dayer Quintana   | Neri Sottoli-Selle Italia-KTM | + 1 min 42 s     |
| 8.º | Jan Polanc       | UAE Team Emirates             | + 2 min 55 s     |
| 9.º | Daniel Muñoz     | Androni Giocattoli-Sidermec   | + 4 min 25 s     |
| 10.º | Mikkel Honoré    | Deceuninck-Quick Step         | + 5 min 50 s     |

### 4.ª etapa
| Padola - Trieste | etapa escarpada | (133,5 km) |

| \| Clasificación de la etapa \| Clasificación de la etapa \| Clasificación de la etapa \| Clasificación de la etapa \| Clasificación de la etapa \| \| Ciclista \| Ciclista \| Equipo \| Tiempo \| \| \| ------------------------- \| ------------------------- \| ----------------------------- \| ------------------------- \| ------------------------- \| \| 1.º \| Álvaro Hodeg \| Deceuninck-Quick Step \| 2 h 10 min 02 s \| \| \| 2.º \| Edward Theuns \| Trek-Segafredo \| + 0 s \| \| \| 3.º \| Sacha Modolo \| EF Education First \| + 0 s \| \| \| 4.º \| Florian Sénéchal \| Deceuninck-Quick Step \| + 0 s \| \| \| 5.º \| Jordi Warlop \| Sport Vlaanderen-Baloise \| + 0 s \| \| \| 6.º \| Yevgeniy Gidich \| Astana \| + 0 s \| \| \| 7.º \| Alberto Dainese \| SEG Racing Academy \| + 0 s \| \| \| 8.º \| Simone Velasco \| Neri Sottoli-Selle Italia-KTM \| + 0 s \| \| \| 9.º \| Matteo Malucelli \| Caja Rural-Seguros RGA \| + 0 s \| \| \| 10.º \| Ryan Gibbons \| Dimension Data \| + 0 s \| \| |                  |                               |                 |
| |                  |                               |                 |
| Fuente: ProCyclingStats |                  |                               |                 |
| Clasificación de la etapa |                  |                               |                 |
| Ciclista | Ciclista         | Equipo                        | Tiempo          |
| 1.º | Álvaro Hodeg     | Deceuninck-Quick Step         | 2 h 10 min 02 s |
| 2.º | Edward Theuns    | Trek-Segafredo                | + 0 s           |
| 3.º | Sacha Modolo     | EF Education First            | + 0 s           |
| 4.º | Florian Sénéchal | Deceuninck-Quick Step         | + 0 s           |
| 5.º | Jordi Warlop     | Sport Vlaanderen-Baloise      | + 0 s           |
| 6.º | Yevgeniy Gidich  | Astana                        | + 0 s           |
| 7.º | Alberto Dainese  | SEG Racing Academy            | + 0 s           |
| 8.º | Simone Velasco   | Neri Sottoli-Selle Italia-KTM | + 0 s           |
| 9.º | Matteo Malucelli | Caja Rural-Seguros RGA        | + 0 s           |
| 10.º | Ryan Gibbons     | Dimension Data                | + 0 s           |

## Clasificaciones finales
- Las clasificaciones finalizaron de la siguiente forma:[5]

### Clasificación general
| \| Clasificación general \| Clasificación general \| Clasificación general \| Clasificación general \| Clasificación general \| \| Ciclista \| Ciclista \| Equipo \| Tiempo \| \| \| --------------------- \| --------------------- \| ----------------------------- \| --------------------- \| --------------------- \| \| 1.º \| Mark Padun \| Bahrain-Merida \| 17 h 06 min 45 s \| \| \| 2.º \| Ben Hermans \| Israel Cycling Academy \| + 15 s \| \| \| 3.º \| James Knox \| Deceuninck-Quick Step \| + 24 s \| \| \| 4.º \| Jonathan Caicedo \| EF Education First \| + 29 s \| \| \| 5.º \| Nicola Conci \| Trek-Segafredo \| + 1 min 26 s \| \| \| 6.º \| Dayer Quintana \| Neri Sottoli-Selle Italia-KTM \| + 1 min 42 s \| \| \| 7.º \| Jan Polanc \| UAE Team Emirates \| + 2 min 58 s \| \| \| 8.º \| Remco Evenepoel \| Deceuninck-Quick Step \| + 4 min 20 s \| \| \| 9.º \| Daniel Muñoz \| Androni Giocattoli-Sidermec \| + 4 min 34 s \| \| \| 10.º \| Mikkel Honoré \| Deceuninck-Quick Step \| + 5 min 59 s \| \| |                  |                               |                  |
| |                  |                               |                  |
| Fuente: ProCyclingStats |                  |                               |                  |
| Clasificación general |                  |                               |                  |
| Ciclista | Ciclista         | Equipo                        | Tiempo           |
| 1.º | Mark Padun       | Bahrain-Merida                | 17 h 06 min 45 s |
| 2.º | Ben Hermans      | Israel Cycling Academy        | + 15 s           |
| 3.º | James Knox       | Deceuninck-Quick Step         | + 24 s           |
| 4.º | Jonathan Caicedo | EF Education First            | + 29 s           |
| 5.º | Nicola Conci     | Trek-Segafredo                | + 1 min 26 s     |
| 6.º | Dayer Quintana   | Neri Sottoli-Selle Italia-KTM | + 1 min 42 s     |
| 7.º | Jan Polanc       | UAE Team Emirates             | + 2 min 58 s     |
| 8.º | Remco Evenepoel  | Deceuninck-Quick Step         | + 4 min 20 s     |
| 9.º | Daniel Muñoz     | Androni Giocattoli-Sidermec   | + 4 min 34 s     |
| 10.º | Mikkel Honoré    | Deceuninck-Quick Step         | + 5 min 59 s     |

### Clasificación de la montaña
| Clasificación de la montaña | Clasificación de la montaña | Clasificación de la montaña   | Clasificación de la montaña | Clasificación de la montaña |
| Ciclista                    | Ciclista                    | Equipo                        | Puntos                      |                             |
| --------------------------- | --------------------------- | ----------------------------- | --------------------------- | --------------------------- |
| 1.º                         | Ben Hermans                 | Israel Cycling Academy        | 16 pts                      |                             |
| 2.º                         | Mark Padun                  | Bahrain-Merida                | 13 pts                      |                             |
| 3.º                         | James Knox                  | Deceuninck-Quick Step         | 13 pts                      |                             |
| 4.º                         | Dayer Quintana              | Neri Sottoli-Selle Italia-KTM | 12 pts                      |                             |
| 5.º                         | Matteo Badilatti            | Israel Cycling Academy        | 10 pts                      |                             |
| 6.º                         | Remco Evenepoel             | Deceuninck-Quick Step         | 9 pts                       |                             |
| 7.º                         | Philippe Gilbert            | Deceuninck-Quick Step         | 7 pts                       |                             |
| 8.º                         | Fausto Masnada              | Androni Giocattoli-Sidermec   | 5 pts                       |                             |
| 9.º                         | Mads Pedersen               | Trek-Segafredo                | 5 pts                       |                             |
| 10.º                        | Jonathan Caicedo            | EF Education First            | 4 pts                       |                             |

### Clasificación de los puntos
| Clasificación por puntos | Clasificación por puntos | Clasificación por puntos      | Clasificación por puntos | Clasificación por puntos |
| Ciclista                 | Ciclista                 | Equipo                        | Puntos                   |                          |
| ------------------------ | ------------------------ | ----------------------------- | ------------------------ | ------------------------ |
| 1.º                      | Álvaro Hodeg             | Deceuninck-Quick Step         | 50 pts                   |                          |
| 2.º                      | Remco Evenepoel          | Deceuninck-Quick Step         | 37 pts                   |                          |
| 3.º                      | Philippe Gilbert         | Deceuninck-Quick Step         | 30 pts                   |                          |
| 4.º                      | Florian Sénéchal         | Deceuninck-Quick Step         | 26 pts                   |                          |
| 5.º                      | Mark Padun               | Bahrain-Merida                | 22 pts                   |                          |
| 6.º                      | Dmitriy Gruzdev          | Astana                        | 21 pts                   |                          |
| 7.º                      | Sacha Modolo             | EF Education First            | 20 pts                   |                          |
| 8.º                      | Edward Theuns            | Trek-Segafredo                | 18 pts                   |                          |
| 9.º                      | Ben Hermans              | Israel Cycling Academy        | 17 pts                   |                          |
| 10.º                     | Dayer Quintana           | Neri Sottoli-Selle Italia-KTM | 13 pts                   |                          |

### Clasificación de los jóvenes
| Clasificación del mejor joven | Clasificación del mejor joven | Clasificación del mejor joven | Clasificación del mejor joven | Clasificación del mejor joven |
| Ciclista                      | Ciclista                      | Equipo                        | Tiempo                        |                               |
| ----------------------------- | ----------------------------- | ----------------------------- | ----------------------------- | ----------------------------- |
| 1.º                           | Mark Padun                    | Bahrain-Merida                | 17 h 06 min 45 s              |                               |
| 2.º                           | Nicola Conci                  | Trek-Segafredo                | + 1 min 26 s                  |                               |
| 3.º                           | Remco Evenepoel               | Deceuninck-Quick Step         | + 4 min 20 s                  |                               |
| 4.º                           | Daniel Muñoz                  | Androni Giocattoli-Sidermec   | + 4 min 34 s                  |                               |
| 5.º                           | Mikkel Honoré                 | Deceuninck-Quick Step         | + 5 min 59 s                  |                               |
| 6.º                           | Jonas Gregaard                | Astana                        | + 7 min 14 s                  |                               |
| 7.º                           | Mattia Bais                   | Cycling Team Friuli           | + 24 min 34 s                 |                               |
| 8.º                           | Joan Bou                      | Nippo-Vini Fantini-Faizanè    | + 26 min 21 s                 |                               |
| 9.º                           | Yuriy Natarov                 | Astana                        | + 26 min 51 s                 |                               |
| 10.º                          | Kevin Rivera                  | Androni Giocattoli-Sidermec   | + 31 min 15 s                 |                               |

### Clasificación por equipos
| Clasificación por equipos | Clasificación por equipos     | Clasificación por equipos | Clasificación por equipos |
| Equipo                    | Equipo                        | Tiempo                    |                           |
| ------------------------- | ----------------------------- | ------------------------- | ------------------------- |
| 1.º                       | Deceuninck-Quick Step         | 51 h 25 min 13 s          |                           |
| 2.º                       | Neri Sottoli-Selle Italia-KTM | + 23 min 09 s             |                           |
| 3.º                       | Androni Giocattoli-Sidermec   | + 24 min 37 s             |                           |
| 4.º                       | Trek-Segafredo                | + 42 min 47 s             |                           |
| 5.º                       | Israel Cycling Academy        | + 49 min 10 s             |                           |

## Evolución de las clasificaciones
| Etapa                   | Vencedor                | Clasificación general | Clasificación de la montaña | Clasificación de los puntos | Clasificación de los jóvenes | Clasificación por equipos |
| ----------------------- | ----------------------- | --------------------- | --------------------------- | --------------------------- | ---------------------------- | ------------------------- |
| 1.ª                     | Álvaro Hodeg            | Álvaro Hodeg          | no se entregó               | Álvaro Hodeg                | Álvaro Hodeg                 | Deceuninck-Quick Step     |
| 2.ª                     | Mark Padun              | Mark Padun            | Ben Hermans                 | Álvaro Hodeg                | Mark Padun                   | Deceuninck-Quick Step     |
| 3.ª                     | Remco Evenepoel         | Mark Padun            | Ben Hermans                 | Remco Evenepoel             | Mark Padun                   | Deceuninck-Quick Step     |
| 4.ª                     | Álvaro Hodeg            | Mark Padun            | Ben Hermans                 | Álvaro Hodeg                | Mark Padun                   | Deceuninck-Quick Step     |
| Clasificaciones finales | Clasificaciones finales | Mark Padun            | Ben Hermans                 | Álvaro Hodeg                | Mark Padun                   | Deceuninck-Quick Step     |

## UCI World Ranking
La Adriática Iónica otorgó puntos para el UCI World Ranking para corredores de los equipos en las categorías UCI WorldTeam, Profesional Continental y Equipos Continentales. Las siguientes tablas son el baremo de puntuación y los 10 corredores que obtuvieron más puntos:
| Posición              | 1.º | 2.º | 3.º | 4.º | 5.º | 6.º | 7.º | 8.º | 9.º | 10.º | 11.º | 12.º | 13.º-15.º | 16.º-25.º |
| Clasificación general | 125 | 85  | 70  | 60  | 50  | 40  | 35  | 30  | 25  | 20   | 15   | 10   | 5         | 3         |
| Por etapa             | 14  | 5   | 3   |     |     |     |     |     |     |      |      |      |           |           |
| Líder                 | 3   |     |     |     |     |     |     |     |     |      |      |      |           |           |

| Clasificación |                  |                               |         |       |       |       |
| Posición      | Ciclista         | Equipo                        | General | Etapa | Líder | Total |
| ------------- | ---------------- | ----------------------------- | ------- | ----- | ----- | ----- |
| 1.º           | Mark Padun       | Bahrain Merida                | 125     | 14    | 6     | 145   |
| 2.º           | Ben Hermans      | Israel Cycling Academy        | 85      | 3     | -     | 88    |
| 3.º           | James Knox       | Deceuninck-Quick Step         | 70      | -     | -     | 70    |
| 4.º           | Jonathan Caicedo | EF Education First            | 60      | -     | -     | 60    |
| 5.º           | Nicola Conci     | Trek-Segafredo                | 50      | -     | -     | 50    |
| 6.º           | Dayer Quintana   | Neri Sottoli-Selle Italia-KTM | 40      | 5     | -     | 45    |
| 7.º           | Remco Evenepoel  | Deceuninck-Quick Step         | 30      | 14    | -     | 44    |
| 8.º           | Jan Polanc       | UAE Emirates                  | 35      | -     | -     | 35    |
| 9.º           | Álvaro Hodeg     | Deceuninck-Quick Step         | -       | 28    | 3     | 31    |
| 10.º          | Daniel Muñoz     | Androni Giocattoli-Sidermec   | 25      | -     | -     | 25    |